# Canton de Longué-Jumelles
Le canton de Longué-Jumelles est une circonscription électorale française située dans le département de Maine-et-Loire et la région Pays de la Loire.
Au redécoupage cantonal de 2014, le canton qui comptait huit communes en compte dès lors dix-huit.

## Histoire
Le canton de Longué-Jumelles (chef-lieu) est créé en 1790. Dénommé d'abord  « canton de Longué » puis « canton de Longué-Jumelles » en 1972, il est tout d'abord intégré au district de Baugé, puis en 1800 à l'arrondissement de Baugé, et à sa disparition en 1926, à l'arrondissement de Saumur.
- De 1833 à 1848, les cantons de Longué et de Noyant ont le même conseiller général. Le nombre de conseillers généraux par département était limité à 30[3].

- Avant la réforme territoriale de 2013, le canton compte huit communes qui sont Blou, Courléon, La Lande-Chasles, Longué-Jumelles, Mouliherne, Saint-Philbert-du-Peuple, Vernantes et Vernoil-le-Fourrier.

- Le nouveau découpage territorial pour le département de Maine-et-Loire est défini par le décret du 26 février 2014. La composition du canton est alors remodelée, avec une entrée en vigueur au renouvellement des assemblées départementales de mars 2015. Il comprend dès lors les communes suivantes : Allonnes, Blou, Brain-sur-Allonnes, La Breille-les-Pins, Courléon, La Lande-Chasles, Longué-Jumelles (bureau centralisateur), Mouliherne, Neuillé, Les Rosiers-sur-Loire, Saint-Clément-des-Levées, Saint-Martin-de-la-Place, Saint-Philbert-du-Peuple, Varennes-sur-Loire, Vernantes, Vernoil-le-Fourrier, Villebernier, Vivy[4].

## Géographie
- Situé dans le Baugeois, ce canton est organisé autour de Longué-Jumelles dans l'arrondissement de Saumur. Sa superficie est de plus de 267 km2 (26 755 hectares[5]), et son altitude varie de 20 mètres (Longué-Jumelles[5]) à 120 mètres (Vernoil-le-Fourrier[5]), pour une altitude moyenne de 59 mètres. Il comptait 13 587 habitants en 2012[6].

## Représentation

### Conseillers d'arrondissement (de 1833 à 1940)
Le canton de Longué avait deux conseillers d'arrondissement.
Il appartenait à l'arrondissement de Baugé jusqu'à sa disparition en 1926.
| Période | Période          | Identité                                 | Étiquette   | Qualité |
| ------- | ---------------- | ---------------------------------------- | ----------- | --- |
| 1833    | 1842             | Florent Cornilleau                       |             | Juge de paix à Longué                                                                                       |
| 1833    | 1845             | François Vincent Poupart-Jestries        |             | Maire de Longué                                                                                             |
| 1842    | 1848             | Émile Appollinaire Champneuf (1802-1883) |             | Médecin chirurgien major, maire de Vernantes                                                                |
| 1845    | 1848             | Walfrid Hude-Salmon (1791-1871)          |             | Propriétaire à Longué                                                                                       |
|         |                  |                                          |             | |
|         | 1894 (démission) | Emmanuel Guérin                          | Républicain | Notaire, maire de Saint-Philbert-du-Peuple, suppléant du juge de paix                                       |
|         |                  |                                          |             | |
| 1919    |                  | Eugène Launay                            |             | Propriétaire à Blou                                                                                         |
| 1919    | 1937             | Michel Huard                             |             | Cultivateur à Vernoil-le-Fourrier                                                                           |
| av.1931 | 1932             | Léon Lévesque                            |             | Président du syndicat des étalons de race percheronne                                                       |
| 1932    | 1940             | Raphaël Despeignes                       | Rad.        | Adjoint au maire de Longué                                                                                  |
| 1937    | 1940             | Pierre Chapron                           | Rad.        | Adjoint au maire de Vernantes                                                                               |
| 1940    |                  |                                          |             | Les conseils d'arrondissement ont été suspendus par la loi du 12 octobre 1940 et n'ont jamais été réactivés |

### Conseillers généraux de 1833 à 2014
Le canton de Longué-Jumelles est la circonscription électorale servant à l'élection des conseillers généraux, membres du conseil général de Maine-et-Loire.
| Période                                  | Période      | Identité                       | Étiquette     | Qualité |
| ---------------------------------------- | ------------ | ------------------------------ | ------------- | --- |
| 1833                                     | 1839         | Jacques L'Official (1777-1855) |               | Ancien Sous-Préfet, propriétaire, maire de Vieil-Baugé (1841-1848) élu en 1852 dans le canton de Baugé                                                           |
| 1839                                     | 1848         | Pierre Lespagnol               |               | Maire de Dénezé |
| 1848                                     | 1864         | Prosper Monden-Gennevraye      | Républicain   | Président de chambre à la Cour Impériale d'Angers |
| 1864                                     | 1898         | Paul Monden-Gennevraye         | Républicain   | Conseiller à la Cour d'appel, Angers |
| 1898                                     | 1901 (décès) | Paul du Puy                    | Droite        | Maire de Courléon (1892-1904) |
| 1901                                     | 1910         | Victor Cailleau                |               | Notaire - Maire de Longué (1900-1912) |
| 1910                                     | 1940         | Edouard Tardif                 | Rad.          | Médecin Maire de Longué (1925-1947) |
|                                          |              |                                |               | |
| 1943                                     | 1945         | Pierre Hédouin                 |               | Maire de Vernoil-le-Fourrier Nommé conseiller départemental en 1943                                                                                              |
|                                          |              |                                |               | |
| 1945                                     | 1976         | Lucien Boissin                 | SFIO puis DVG | Médecin à Longué |
| 1976                                     | 2008         | Edmond Alphandéry              | UDF-CDS       | Professeur d'économie à l'université Assas Député (1978-1993) Ministre (1993-1995) Président du conseil général (1994-1995) Maire de Longué-Jumelles (1977-2008) |
| 2008                                     | 2015         | Michel Ruault                  | UMP           | Agriculteur à Longué-Jumelles |
| Les données manquantes sont à compléter. |              |                                |               | |

#### Résultats électoraux détaillés
- Élections cantonales de 2001 : Edmond Alphandéry (UDF) est élu au 1er tour avec 56,47 % des suffrages exprimés, devant Nicole Glemet (PCF) (14,01 %), J.Noël Marionneau (dvd) (9,72 %) et René Gruet (EELV) (6,71 %). Le taux de participation est de 65,42 % (6 058 votants sur 9 260 inscrits)[11].
- Élections cantonales de 2008 : Michel Ruault (dvd) est élu au 2e tour avec 48,24 % des suffrages exprimés, devant Frédéric Mortier (dvd) (34,16 %) et Patrice Neau (PRG) (17,6 %). Le taux de participation est de 63,37 % (6 106 votants sur 9 636 inscrits)[12].

### Conseillers départementaux depuis 2015
À partir du renouvellement des assemblées départementales de 2015, le canton devient la circonscription électorale servant à l'élection des conseillers départementaux, membres du conseil départemental de Maine-et-Loire.
| Période élective | Période élective | Mandat | Mandat   | Identité        | Nuance | Nuance | Qualité                                                         |
| ---------------- | ---------------- | ------ | -------- | --------------- | ------ | ------ | --------------------------------------------------------------- |
| 2015             | 2021             | 2015   | 2021     | Guy Bertin      |        | DVD    | Enseignant, maire de Neuillé (depuis 2001)                      |
| 2015             | 2021             | 2015   | 2021     | Marie Seyeux    |        | DVD    | Retraitée, maire de Blou (2008-2020)                            |
| 2021             | 2028             | 2021   | en cours | Guy Bertin      |        | DVD    | Conseiller sortant                                              |
| 2021             | 2028             | 2021   | en cours | Isabelle Devaux |        | DVD    | Ancienne agricultrice, maire de Gennes-Val-de-Loire (2020-2021) |

### Résultats détaillés

#### Élections de mars 2015
À l'issue du 1er tour des élections départementales de 2015, deux binômes sont en ballottage : Guy Bertin et Marie Seyeux (Union de la Droite, 30,61 %) et Gaétan Dirand et Delphine Gilly (FN, 28,54 %). Le taux de participation est de 50,87 % (10 846 votants sur 21 323 inscrits) contre 49,68 % au niveau départemental et 50,17 % au niveau national.
Au second tour, Guy Bertin et Marie Seyeux (Union de la Droite) sont élus avec 63,78 % des suffrages exprimés et un taux de participation de 51,08 % (6 396 voix pour 10 891 votants et 21 322 inscrits).

#### Élections de juin 2021
Le premier tour des élections départementales de 2021 est marqué par un très faible taux de participation (33,26 % au niveau national). Dans le canton de Longué-Jumelles, ce taux de participation est de 29,29 % (6 387 votants sur 21 804 inscrits) contre 29,36 % au niveau départemental. À l'issue de ce premier tour, deux binômes sont en ballottage : Guy Bertin et Isabelle Devaux (DVD, 38,12 %) et Béatrice Bertrand et Fréderic Mortier (DVD, 33,29 %).
Le second tour des élections est marqué une nouvelle fois par une abstention massive équivalente au premier tour. Les taux de participation sont de 34,36 % au niveau national, 30,37 % dans le département et 31,92 % dans le canton de Longué-Jumelles. Guy Bertin et Isabelle Devaux (DVD) sont élus avec 52,8 % des suffrages exprimés (3 385 voix pour 6 963 votants et 21 814 inscrits),,. 

## Composition

### Composition avant 2015
Le canton regroupait huit communes.
| Nom                         | Code Insee | Codepostal | Superficie (km2) | Population (dernière pop. légale) | Densité (hab./km2) |
| --------------------------- | ---------- | ---------- | ---------------- | --------------------------------- | ------------------ |
| Longué-Jumelles (chef-lieu) | 49180      | 49160      | 96,20            | 6 851 (2012)                      | 71                 |
| Blou                        | 49030      | 49160      | 21,46            | 1 030 (2012)                      | 48                 |
| Courléon                    | 49114      | 49390      | 13,77            | 163 (2012)                        | 12                 |
| La Lande-Chasles            | 49171      | 49150      | 5,17             | 111 (2012)                        | 21                 |
| Mouliherne                  | 49221      | 49390      | 40,79            | 902 (2012)                        | 22                 |

Carte du canton en 2014.

| Saint-Philbert-du-Peuple    | 49311      | 49160      | 16,38            | 1 297 (2012)                      | 79                 |
| Vernantes                   | 49368      | 49390      | 40,77            | 1 980 (2012)                      | 49                 |
| Vernoil-le-Fourrier         | 49369      | 49390      | 33,10            | 1 253 (2012)                      | 38                 |

### Composition depuis 2015
Lors du redécoupage cantonal de 2014, le canton de Longué-Jumelles groupait dix-huit communes.
À la suite de la création de la commune nouvelle Gennes-Val-de-Loire au 1er janvier 2018, le canton compte dix-sept communes entières et une fraction.
| Nom                                     | Code Insee | Intercommunalité       | Superficie (km2) | Population (dernière pop. légale)              | Densité (hab./km2) | Modifier                                    |
| --------------------------------------- | ---------- | ---------------------- | ---------------- | ---------------------------------------------- | ------------------ | ------------------------------------------- |
| Longué-Jumelles (bureau centralisateur) | 49180      | CA Saumur Val de Loire | 96,20            | 6 583 (2022)                                   | 68                 | modifier les données · modifier les données |
| Allonnes                                | 49002      | CA Saumur Val de Loire | 36,33            | 2 925 (2022)                                   | 81                 | modifier les données · modifier les données |
| Blou                                    | 49030      | CA Saumur Val de Loire | 21,46            | 938 (2022)                                     | 44                 | modifier les données · modifier les données |
| Brain-sur-Allonnes                      | 49041      | CA Saumur Val de Loire | 33,32            | 2 078 (2022)                                   | 62                 | modifier les données · modifier les données |
| La Breille-les-Pins                     | 49045      | CA Saumur Val de Loire | 27,57            | 617 (2022)                                     | 22                 | modifier les données · modifier les données |
| Courléon                                | 49114      | CA Saumur Val de Loire | 13,77            | 140 (2022)                                     | 10                 | modifier les données · modifier les données |
| Gennes-Val-de-Loire                     | 49261      | CA Saumur Val de Loire | 144,94           | Fraction : 3 449 (2022) Commune : 8 452 (2022) | 58                 | modifier les données · modifier les données |
| La Lande-Chasles                        | 49171      | CA Saumur Val de Loire | 5,17             | 119 (2022)                                     | 23                 | modifier les données · modifier les données |
| Mouliherne                              | 49221      | CA Saumur Val de Loire | 40,79            | 800 (2022)                                     | 20                 | modifier les données · modifier les données |
| Neuillé                                 | 49224      | CA Saumur Val de Loire | 13,56            | 1 011 (2022)                                   | 75                 | modifier les données · modifier les données |
| Saint-Clément-des-Levées                | 49272      | CA Saumur Val de Loire | 10,22            | 1 127 (2022)                                   | 110                | modifier les données · modifier les données |
| Saint-Philbert-du-Peuple                | 49311      | CA Saumur Val de Loire | 16,38            | 1 319 (2022)                                   | 81                 | modifier les données · modifier les données |
| Varennes-sur-Loire                      | 49361      | CA Saumur Val de Loire | 22,66            | 1 924 (2022)                                   | 85                 | modifier les données · modifier les données |
| Vernantes                               | 49368      | CA Saumur Val de Loire | 40,77            | 2 006 (2022)                                   | 49                 | modifier les données · modifier les données |
| Vernoil-le-Fourrier                     | 49369      | CA Saumur Val de Loire | 33,10            | 1 330 (2022)                                   | 40                 | modifier les données · modifier les données |
| Villebernier                            | 49374      | CA Saumur Val de Loire | 9,91             | 1 462 (2022)                                   | 148                | modifier les données · modifier les données |
| Vivy                                    | 49378      | CA Saumur Val de Loire | 23,17            | 2 599 (2022)                                   | 112                | modifier les données · modifier les données |
| Canton de Longué-Jumelles               | 4915       |                        |                  | 30 427 (2022)                                  |                    | modifier les données                        |

## Démographie

### Démographie avant 2015
| 1975   | 1982   | 1990   | 1999   | 2006   | 2011   | 2012   |
| ------ | ------ | ------ | ------ | ------ | ------ | ------ |
| 12 515 | 13 064 | 13 002 | 13 001 | 13 314 | 13 595 | 13 587 |

### Démographie depuis 2015
En 2022, le canton comptait 30 427 habitants, en évolution de −0,62 % par rapport à 2016 (Maine-et-Loire : +2,12 %, France hors Mayotte : +2,11 %).
| 2013   | 2018   | 2022   |
| ------ | ------ | ------ |
| 30 622 | 30 589 | 30 427 |